# Il viaggio a Reims
Il viaggio a Reims, ossia L’albergo del giglio d’oro (dt.: Die Reise nach Reims oder Das Hotel zur goldenen Lilie) ist eine Opera buffa (Originalbezeichnung: „Dramma giocoso“) in einem Akt und zwei Bildern von Gioachino Rossini (Musik) und Giuseppe Luigi Balocchi (Libretto). Rossini komponierte seine letzte italienischsprachige Oper zur Krönung des französischen Königs Karl X. Sie wurde am 19. Juni 1825 im Théâtre-Italien in Paris uraufgeführt. Die Musik verwendete Rossini später auch für seine letzte komische Oper Le comte Ory.

## Handlung
Eine bunte Schar eigenwilliger Gäste aus aller Herren Länder ist auf dem Weg zu den Krönungsfeierlichkeiten Karls X., die am folgenden Tag in Reims stattfinden sollen. Die Gesellschaft steigt in Plombières in Madama Corteses Badehotel „Zur goldenen Lilie“ ab, wo die verschiedenen Charaktere sich begegnen, begehren, beäugen, vor allem aber jeden denkbaren Anlass zu einer musikalischen virtuosen Gefühlsäußerung nutzen. Mitten in die Vorbereitungen zur Weiterreise platzt die Nachricht, dass in ganz Plombières keine Pferde mehr zu bekommen sind. Alle sind wie vom Schlag getroffen. Madama Cortese jedoch hat von ihrem reisenden Gemahl einen Brief erhalten, dass anlässlich der Rückkehr des Königs in Paris ein großes Fest gefeiert werden solle, was alle tröstet. Bei diesem Fest trägt jeder der Gäste eine musikalische Kostprobe aus seiner Heimat vor. Am Ende lost man Karl X. als Thema aus, über das die Improvisationskünstlerin Corinna zur Lyra aus dem Stegreif eine Arie vorträgt. Lob und Preis Frankreichs und seines neuen Königs beenden den Abend.
Die folgende Inhaltsangabe basiert auf dem Libretto von 1825.

### Einziger Akt
Salon mit Zugang zu verschiedenen Zimmern auf beiden Seiten und einem Tisch rechts im Hintergrund
Szene 1. Es ist der 28. Mai 1825, der Vortag der Krönung Karls X. Auf dem Weg zu den Feierlichkeiten ist im Badehotel „Zur goldenen Lilie“ in Plombières eine internationale Gesellschaft eingetroffen. Die Hausdame Maddalena spornt die schwerfälligen und nachlässigen Angestellten zur Arbeit an (Introduktion: „Presto, presto… su, coraggio!“).
Szene 2. Der Hotelarzt Don Prudenzio erscheint mit einigen weiblichen Badangestellten und dem Haushofmeister Antonio. Sie sollen sich nicht um ihre üblichen Aufgaben kümmern, sondern nur noch um die vornehmen Gäste, deren Abreise bevorsteht. Don Prudenzio überprüft, ob die Speisen exakt nach seinen Anordnungen zubereitet wurden.
Szene 3. Madama Cortese, die aus Tirol stammende Eigentümerin des Hauses, würde nur zu gern mit ihren Gästen der Krönung beiwohnen (Arie: „Di vaghi raggi adorno“). Da das nicht geht, will sie wenigstens dafür sorgen, dass alle ihr Hotel in guter Erinnerung behalten. Ihre Angestellten sollen sich daher mit den Gästen über ihre jeweiligen Interessen unterhalten: mit Don Profondo über Altertümer, mit Cavaliere Belfiore über hübsche Frauen, mit der Marchesa Melibea über fantastische Ideen, mit dem Russen Conte di Libenskof über das Kaiserreich usw.
Szene 4. Als erster Gast erscheint Contessa di Folleville, eine junge Witwe, auf der Suche nach ihrer Zofe Modestina. Sie sorgt sich, weil ihre nach der neuesten Mode geschneiderten Kleider noch nicht eingetroffen sind. Ihr Verehrer Cavaliere Belfiore scheint keine große Hilfe zu sein, und Modestina klagt über Migräne.
Szene 5. Don Luigino, der Cousin der Contessa trifft mit der Nachricht ein, dass die Kutsche mit den Kleidungsstücken umgekippt und die Schachteln beschädigt seien. Die Contessa fällt vor Schreck in Ohnmacht. Don Luigino ruft die anderen, sie zu trösten.
Szene 6. Der Barone di Trombonok (ein deutscher Major und Musikliebhaber), Maddalena, Antonio und der Arzt Don Prudenzio eilen herbei und bemühen sich um die Contessa. Nichts scheint zu helfen. Don Prudenzio befürchtet gar einen Herzanfall (Accompagnato: „Ahimè! sta in gran pericolo“). Erst als er ihren Puls fühlen will, kommt die Contessa wieder zu sich und kann über ihren Verlust klagen (Arie: „Partir, o ciel! desio“).
Szene 7. Die Contessa ist zutiefst erleichtert, als Modestina eine Schachtel mit einem Hut nach der neuesten Pariser Mode bringt, den sie aus der Kutsche retten konnte. Alle Gäste bis auf den Baron ziehen sich zurück.
Szene 8. Barone di Trombonok wurde von der Gruppe zum Kassierer gewählt. Er beauftragt Antonio mit den letzten Vorbereitungen zur Abreise und denkt über das Geschehen nach. Er hält die ganze Welt für einen Käfig voller Narren (Anfang des Sextetts: „Sì, di matti una gran gabbia“).
Szene 9. Der Literat Don Profondo und der spanische Admiral Don Alvaro und die verwitwete polnische Marchesa Melibea gesellen sich hinzu. Don Profondo überreicht Barone di Trombonok sein Reisegeld. Don Alvaro stellt den beiden die Marchesa vor, die sich der Gruppe anschließen will.
Szene 10. Conte di Libenskof, ein russischer General, der gleichfalls in die Marchesa verliebt ist, unterbricht das Gespräch. Er glüht geradezu vor Eifersucht, und auch Don Alvaro nimmt seinen Rivalen sehr ernst. Alle warten nun darauf, dass die Pferde für die Abreise bereitgestellt werden.
Szene 11. Madama Cortese kann sich die Verzögerung nicht erklären. Unterdessen eskaliert der Streit zwischen Conte di Libenskof und Don Alvaro. Ein Duell scheint unvermeidlich (Andante: „Non pavento alcun periglio“). Die Lage beruhigt sich, als aus dem Nebenzimmer Gesang mit Harfenbegleitung erklingt. Es ist die römische Improvisationskünstlerin Corinna. Alle hören gebannt ihrem Lied über die Freude und die Liebe zu (Andantino: „Arpa gentil, che fida“).
Bei einer Aufteilung in drei Akte könnte an dieser Stelle der zweite Akt beginnen.:121
Szene 12. Allmählich sorgt sich Madama Cortese, dass der Reisewagen immer noch nicht eingetroffen und auch ihr Bote Zefirino noch nicht zurückgekehrt ist. Der englische Oberst Lord Sidney hat sich in Corinna verliebt, weiß aber nicht, wie er ihr seine Gefühle offenbaren soll – obwohl Madama Cortese längst bemerkt hat, dass Corinna seine Liebe erwidert. Gärtner kommen herein und legen im Auftrag Lord Sidneys Blumen vor Corinnas Zimmertür (Szene und Arie: „Ah! perché la conobbi?“ – „Invan strappar dal core“).
Szene 13. Don Profondo versucht, Lord Sidney in ein Gespräch über verschiedene englische Antiquitäten zu verwickeln. Lord Sidney hat kein Interesse daran und weist ihn brüsk ab. Don Profondo nimmt ihm das nicht übel, da er von Lord Sidneys Gefühlen für Corinna weiß. Lord Sidney entfernt sich.
Szene 14. Don Profondo begrüßt Corinna und ihre Begleiterin Delia. Er übergibt Corinna einen Brief mit guten Nachrichten über Delias Heimat Griechenland. Sie versichert Delia, dass sie sie nach Reims mitnehmen werde und schickt sie fort, um ihre Sachen zu packen. Anschließend bemerkt Corinna erfreut das Gesteck Lord Sidneys – seinen täglichen Liebesbeweis. Sie steckt sich eine der Blumen an.
Szene 15. Cavaliere Belfiore trifft Corinna allein an und nutzt diese Gelegenheit zu einem Versuch, ihre Liebe zu gewinnen (Accompagnato: „Sola ritrovo alfin la bella dea“ – Duett: „Nel suo divin sembiante“). Obwohl Corinna ihn mit deutlichen Worten abweist, glaubt Belfiore, sie erobert zu haben. Don Profondo beobachtet die Szene lächelnd aus der Ferne.
Szene 16 (15bis). Nachdem Belfiore und Corinna gegangen sind, bringen zwei Diener einen Tisch mit Schreibzeug. Don Profondo stellt eine Liste mit den Wertgegenständen der Reisenden zusammen und macht sich dabei über die nationalen Charaktereigenschaften jedes einzelnen lustig (Arie: „Medaglie incomparabili“).
Szene 17 (16). Contessa di Folleville möchte von Don Profondo wissen, ob er Cavaliere Belfiore gesehen habe und ob er allein war. Don Profondo zögert zunächst mit der Antwort, da er vom Verhältnis der Contessa mit dem Cavaliere weiß und sie nicht mit dessen Annäherungsversuchen an Corinna beunruhigen möchte. Als sie es herausbekommt, wird sie zornig.
Szene 18 (17). Don Alvaro und Conte di Libenskof kommen hinzu. Sie fragen sich, warum die Reise nicht anfängt. Barone Trombonok teilt ihnen mit, dass der Bote mit schlechten Nachrichten zurückgekehrt sei. Er lässt die anderen Reisenden rufen.
Szene 19 (18). Nachdem alle eingetroffen sind, teilt der Bote Zefirino ihnen mit, dass nirgendwo mehr Pferde aufzutreiben seien. Die Fahrt kann also nicht stattfinden. Alle sind entsetzt (Anfang des Gran pezzo concertato a 14 voci: „Ah! A tal colpo inaspettato“).
Szene 20 (19). Madama bringt einen Brief aus Paris, den Don Profondo vorliest: Der König plane auch in Paris große Feierlichkeiten für alle, die nicht nach Reims kommen können. Contessa di Folleville lädt daraufhin alle in ihr Haus nach Paris ein. Alle sind begeistert. Sie beschließen, am nächsten Tag mit der öffentlichen Postkutsche dorthin zu fahren. Das dadurch gesparte Geld soll für ein Abschiedsbankett im Hotel verwendet werden. Was dann noch übrig bleibt, sollen die Armen erhalten.
Szene 21 (20). Madama Cortese beauftragt Antonio und den Hausdiener Gelsomino, ein Garten-Bankett vorzubereiten. Alle außer Marchesa Melibea, Conte di Libenskof und Barone Trombonok entfernen sich.
Bei einer Aufteilung in drei Akte könnte an dieser Stelle der dritte Akt beginnen.:121
Szene 22 (21). Barone Trombonok vermittelt zwischen Marquise Melibea und Conte di Libenskof.
Szene 23 (22). Conte di Libenskof erklärt Marquise Melibea seine Liebe und entschuldigt sich für seine Eifersucht (Szene: „Di che son reo?“). Nach einigem Zögern schwindet ihr Zorn, und sie reicht ihm „ihre Hand und ihr Herz“ (Duett: „D’alma celeste, oh dio!“).
Hell erleuchteter Garten mit einem festlich hergerichteten Tisch
Szene 24 (23). Antonio, Gelsomino und die anderen Diener haben die Vorbereitungen zum Bankett abgeschlossen. Gelsomino macht sich auf, um die Gäste zu holen.
Szene 25 (24). Maddalena - von Madama Cortese gesandt, sich nach dem Stand der Dinge zu erkundigen - kann kaum glauben, dass tatsächlich schon alles fertig ist. Sie teilt Antonio mit, dass Barone Trombonok zum Bankett eine Wandertruppe von Musikern und Tänzern eingeladen hat.
Szene 26 (25). Das Bankett beginnt mit dem Auftritt der Wandertruppe (Finale: „L’allegria è un sommo bene“). Die Festgäste setzen sich an den Tisch. Barone Trombonok bittet alle Anwesenden, im Sinne der Harmonie unter den europäischen Ländern einen Trinkspruch aus ihrer jeweiligen Heimat darzubringen. Er selbst beginnt mit der Melodie zu Haydns Gott erhalte Franz den Kaiser. Marchesa Melibea trägt eine Polonaise vor, Conte di Libenskof eine russische Hymne und Don Alvaro ein spanisches Lied. Der nach eigener Aussage unmusikalische Lord Sidney kennt lediglich God Save the King. Darauf vereinen sich die beiden Franzosen Contessa di Folleville und Cavaliere Belfiore zu einem gemeinsamen französischen Lied. Schließlich bringt Madama Cortese eine Weise aus Tirol dar, in die Don Profondo einstimmt. Barone di Trombonok bittet Corinna, den Schlussbeitrag zu leisten. Um das Thema ihrer Improvisation zu bestimmen, machen die Anwesenden verschiedene Vorschläge, die größtenteils aus der Geschichte Frankreichs stammen, wie Jeanne d’Arc oder die Schlacht von Tolbiac. Per Los ausgewählt wird schließlich der französische König Karl X. Corinna improvisiert von der Lyra begleitet einen Lobgesang auf Frankreich und den neuen König (auf die Melodie Vive Henri Quatre), in den alle einstimmen.

## Gestaltung

### Instrumentation
Die Orchesterbesetzung der Oper enthält die folgenden Instrumente:
- Holzbläser: drei Flöten (einschließlich „Flauto obbligato“ und Piccoloflöte), zwei Oboen, zwei Klarinetten, zwei Fagotte
- Blechbläser: vier Hörner, zwei Trompeten, drei Posaunen, Serpent
- Pauken, Banda turca (große Trommel, Becken, Triangel)[3]:435
- Harfe
- Streicher
- Basso continuo[3]:435

### Charaktere
Die Oper hat zehn Hauptrollen. Neben der Improvisationskünstlerin Corinna sind dies::279
- Madama Cortese: erste „prima donna soprano“
- Contessa di Folleville: zweite „prima donna soprano“
- Marchesa Melibea: „prima donna contralto“
- Cavaliere Belfiore: erster „primo tenore“
- Conte di Libenskof: zweiter „primo tenore“
- Don Profondo: „primo buffo cantante e basso“
- Lord Sidney: „primo basso cantante“
- Don Alvaro: „secondo basso cantante“
- Barone di Trombonok: „primo basso comico“

### Musiknummern
Die Oper enthält die folgenden Musiknummern:
Obwohl die Oper nur aus einem einzigen großen Akt besteht, wird sie gelegentlich in drei Akte unterteilt.:120
Erstes Bild
Erster Akt der dreiaktigen Fassung
- Nr. 1. Introduktion (Maddalena und Chor): „Presto, presto… su, coraggio!“ (Szene 1)
  - Arie (Madama Cortese): „Di vaghi raggi adorno“ (Szene 3)
- Nr. 2. Accompagnato-Rezitativ und Arie (Contessa di Folleville): „Ahimè! sta in gran pericolo“ – „Il mio male capir voi non potete“ (Szene 6)
- Nr. 3. Sextett (Barone di Trombonok, Antonio, Don Profondo, Don Alvaro, Marchesa Melibea, Conte di Libenskof): „Sì, di matti una gran gabbia“ (Szene 8)
  - Andante As-Dur/as-Moll (Conte di Libenskof, Don Alvaro): „Non pavento alcun periglio“ (Szene 11)[4]:280
  - Andantino F-Dur (Corinna): „Arpa gentil, che fida“ (Szene 11)

Zweiter Akt der dreiaktigen Fassung
- Nr. 4. Szene und Arie (Lord Sidney und Chor): „Ah! perché la conobbi?“ – „Invan strappar dal core“ (Szene 12)
- Nr. 5. Accompagnato-Rezitativ und Duett (Cavaliere Belfiore, Corinna): „Sola ritrovo alfin la bella dea“ – „Nel suo divin sembiante“ (Szene 15)
- Nr. 6. Arie (Don Profondo): „Medaglie incomparabili“ (Szene 16)
- Nr. 7. Gran pezzo concertato a 14 voci: „Ah! A tal colpo inaspettato“ (Szene 19)

Dritter Akt der dreiaktigen Fassung
- Nr. 8. Szene und Duett (Conte di Libenskof, Marchesa Melibea): „Di che son reo?“ – „D’alma celeste, oh dio!“ (Szene 23)

Zweites Bild
- Nr. 9. Finale (Szene 26)
  - Ritornell
  - Chor: „L’allegria è un sommo bene“
  - Deutsche Hymne: „Or che regna fra le genti“ (Barone di Trombonok)
  - Polacca: „Ai prodi guerrieri“ (Marchesa Melibea)
  - Russische Hymne: „Onore, gloria ed alto omaggio“ (Conte di Libenskof)
  - Spanisches Lied: „Omaggio all’augusto duce“ (Don Alvaro)
  - Englisches Lied: „Del grand’Enrico“ (Lord Sidney)
  - Französisches Lied: „Madre del nuovo Enrico“ (Cavaliere Belfiore, Contessa di Folleville)
  - Tirolese: „Più vivace e più fecondo“ (Madama Cortese, Don Profondo)
  - Improvisiertes Strophenlied: „All’ombra amena“ (Corinna)
  - Chor: „Viva il diletto augusto regnator“

### Musik
Der Rossini-Biograph Richard Osborne bezeichnete Il viaggio a Reims als „eines der verrücktesten und erheiterndsten Unterhaltungsstücke, die je aus der Feder eines Opernkomponisten geflossen sind.“:281 Es besteht aus neun Gesangsnummern, die durch Secco-Rezitative verbunden sind. Rossini nutzte die Fähigkeiten seines großen Ensembles voll aus und schrieb den virtuosen Sängern hochvirtuose Arien und Ensembles auf den Leib. Dabei erklingen verschiedene Arientypen aus den komischen Opern Rossinis.
Die Oper hat keine eigene Ouvertüre. In Rossinis Nachlass ist zwar ein Werk mit dem Titel Gran Sinfonia scritta per l’Opera Reale, nel Melodramma Un Voyage à Reims überliefert, das aber nicht von Rossinis eigener Hand stammt.:170 Dabei handelt es sich um ein später geschriebenes Potpourri, das mehr mit Le siège de Corinthe verbunden ist.:319
Das Sextett Nr. 3 hielt Richard Osborne für einen von „Rossinis besten späten Operneinfällen“. Es beginnt mit einem majestätischen ersten Teil, dem ein Andante in As-Dur/as-Moll („Non pavento alcun periglio“) folgt.:279
Es folgt als Nr. 4 eine Szene und Arie mit einer obligaten Flöte, in der Lord Sidney im Stil der Opera seria die von ihm angebetete Corinna preist.:279
Die zweite Arie ist Don Profondo gewidmet. In Nr. 6 macht er sich über die Nationalcharaktere der Gäste lustig. Es handelt sich um ein „Strophenlied in einer absteigenden Tonartenspirale über kleine oder große Terzen“.:279 Gleichzeitig entspricht sie einer „aria di catalogo“ der alten Form der Opera buffa.:437
Einen Höhepunkt bildet als Abschluss des ersten Bildes ein „Gran pezzo concertato a 14 voci“ (Nr. 7), ein Stück für 14 Stimmen, das mit einer langen A-cappella-Einleitung beginnt.
Das Finale (Nr. 9) zieht seinen Reiz aus der unterschiedlichen Herkunft der Figuren, die alle ein kurzes Liedchen anstimmen; neben einer Tyrolienne, russischen und spanischen Liedern werden hier Haydns Hymne Gott erhalte Franz, den Kaiser (als Hymne auf die Harmonie) und God Save The King zitiert.:437

## Werkgeschichte
Der Anlass für die Komposition der Oper war die Krönung des französischen Königs Karl X. in der Kathedrale von Reims im Juni 1825. Rossini war seit Ende 1824 künstlerischer Leiter des Théâtre-Italien. Daher wurde von ihm ein  seriöses Angebot neben den vielen anderen Veranstaltungen von Ende Mai bis Mitte Juni erwartet.:85 Rossini verwendete ein passendes Libretto von Luigi Balocchi, dem Bühnenleiter des Théâtre-Italien: keine typische Handlungsoper, sondern eher eine szenische Kantate. Rossini nahm dafür kein zusätzliches Honorar an, erhielt aber vom König ein Porzellanservice als Zeichen der Dankbarkeit.:168f
Il viaggio a Reims ist die erste Oper, die Rossini für ein französisches Publikum schrieb. Da er in Paris mit Schwierigkeiten und Gegnern rechnete, verwendete er zunächst noch ein Libretto in italienischer Sprache.:168 Außer als Ehrenbezeigung für den neuen König diente die Oper auch als Paradestück für die Stars des Théâtre-Italien: Giuditta Pasta, Laure Cinti-Damoreau, Domenico Donzelli, Felice Pellegrini und Nicholas-Prosper Levasseur.:86 Insgesamt gibt es zehn Hauptrollen: drei Soprane, eine Altistin, zwei Tenöre und vier Baritone und Bässe. Auch das Orchester wurde durch Solisten der Pariser Oper verstärkt, und es gab ein Ballett mit vierzig Tänzern. Inhaltlich bietet das Werk eine teilweise satirische Auseinandersetzung mit dem Roman Corinne ou l’Italie (1807) der Madame de Staël, die dessen „romantisch-dekadenten, pseudo-heroischen Elemente“ aufs Korn nimmt::278 die Figur der Corinna und weitere Personenkarikaturen wie Lord Sidney (Oswald Lord Nevil), Chevalier Belfiores (Graf d'Erfeuil) und Don Profondo (Fürst Castel-Forte).:435
Die Uraufführung fand am 19. Juni 1825 im Rahmen einer königlichen Gala als geschlossene Veranstaltung in Anwesenheit des Königs in der Salle Louvois des Théâtre-Italien statt.:437:85:132 Es sangen Giuditta Pasta (Corinna), Adelaide Schiasetti (Marchesa Melibea), Laure Cinti-Damoreau (Contessa di Folleville), Maria Ester Mombelli (Madama Cortese), Domenico Donzelli (Cavaliere Belfiore), Giulio Marco Bordogni (Conte di Libenskof), Carlo Zucchelli (Lord Sydney), Felice Pellegrini (Don Profondo), Francesco (?) Graziani (Barone di Trombonok), Nicholas-Prosper Levasseur (Don Alvaro), Luigi Profeti (Don Prudenzio), Pierre Scudo (Don Luigino), Maria Amigo (Delia), Caterina (?) Rossi (Maddalena), sig. Dotty (Modestina), Alessandro (?) Giovanola (Zefirino), Ferdinando (?) Auletta (Antonio) und sig. Trevaux (Gelsomino). Der Rossini durchaus freundlich gesinnte Kritiker Castil-Blaze schrieb anschließend im Journal des débats: „Man darf Rossini nicht nach diesem ersten Werk beurteilen; es ist ein Gelegenheitsstück, das in ein paar Tagen geschrieben wurde. Der Text ist ohne Handlung und uninteressant. Wir warten auf seine französische Oper […] Il Viaggio a Reims ist eine Oper in einem Akt, die drei Stunden dauert, und die mangelnde Handlung läßt sie noch länger erscheinen, als sie in Wirklichkeit schon ist.“ Ein anderer Kritiker lobte lediglich das 14-stimmige Stück und meinte, dass „das Übrige nur Lärm, crescendos und die anderen Formen des Höhepunktes waren, die jetzt oft gebraucht und bis zum Überdruß mißbraucht werden“. Auch der König langweilte sich. Besonders einzelne Stücke kamen jedoch beim Publikum gut an. Dazu zählten ein Ballett mit Variationen für zwei Klarinetten, der Schluss einer Jagdszene und das große Finale mit seinem Potpourri von Nationalhymnen und Liedern europäischer Länder.:169f
Insgesamt wurde die Oper als Erfolg angesehen. Alle drei Aufführungen waren ausverkauft und wurden begeistert gefeiert. Anschließend zog Rossini jedoch das Stück zurück – vermutlich weil er es als reine Gelegenheitsarbeit betrachtete und die Musik anderweitig nutzen wollte.:117 Er gestattete aber noch eine Benefizaufführung im September zugunsten der Opfer eines Brandes in Ostzentralfrankreich.:85 Drei Jahre später verwendete er große Teile der Musik in Le comte Ory.
1848 erstellte Jean-Henri Dupin aus der Oper eine unautorisierte zweiaktige „opera comica“ mit dem Titel Andremo a Parigi? (dt.: Gehen wir nach Paris?) Darin handelte es sich nicht mehr um den Besuch einer Königskrönung, sondern einige Gasthausbesucher beschließen, die Straßenkämpfe der Februarrevolution 1848 in Paris zu beobachten. Dieses Werk wurde ab dem 26. Oktober 1848 wenige Male im Théâtre-Italien aufgeführt.:279 Eine weitere unautorisierte Bearbeitung erschien 1854 in Wien unter dem Titel Il viaggio a Vienna anlässlich der Hochzeit Kaiser Franz Josephs I. mit Elisabeth.:116
Anschließend wurde das Werk lange Zeit für verloren gehalten. Teile des Manuskripts wurden von Rossinis Witwe Olympe Pélissier seinem Arzt Vio Bonato vererbt. Dann gelangten sie in das Conservatorio di Santa Cecilia in Rom, wurden dort aber nicht korrekt katalogisiert. Sie wurden erst Mitte der 1970er-Jahre identifiziert. Unter Zuhilfenahme der Musik der bereits erwähnten Bearbeitungen aus Paris und Wien konnte Philip Gossett die Oper rekonstruieren. Bei der Fondazione Rossini Pesaro erschien schließlich eine kritische Ausgabe von Janet L. Johnson. Beim Rossini Opera Festival Pesaro 1984 wurde das Werke mit von Claudio Abbado als Dirigent und Luca Ronconi als Regisseur erstmals wieder aufgeführt:118 und diese Produktion ein Jahr später an die Mailänder Scala und 1988 nach Wien übertragen. Die deutsche Erstaufführung fand am 20. Juni 1992 in Saarbrücken statt. Rechtzeitig zur ersten Aufführung im Royal Opera House Covent Garden in London am 4. Juli 1992 wurde noch ein bis dahin fehlender Chor („L’allegria è un sommo bene“ am Anfang von Szene 25) wiederentdeckt.:118,121 Das Werk sicherte sich schnell einen Platz im internationalen Repertoire und wurde 2007 zur Krönung Fürst Alberts II. von Monaco aufgeführt.

## Ausgaben
- Janet L. Johnson (Hrsg.): Il Viaggio a Reims, Ossia L’Albergo del Giglio D’Oro (Edizione critica delle opere di Gioachino Rossini, Sezione I: Opere teatrali, Vol. 35. Fondazione Rossini, Pesaro 1999, ISBN 0-226-72860-9, Vertrieb bei Ricordi Musikverlag, Nr. RICMI02934 [Partitur])

## Aufnahmen
- August 1984 (live vom Rossini Opera Festival Pesaro, Secco-Rezitative leicht gekürzt, Opernwelt-CD-Tipp: „künstlerisch wertvoll“[7]): Claudio Abbado (Dirigent), Chamber Orchestra of Europe, Prager Philharmonischer Chor. Cecilia Gasdia (Corinna), Lucia Valentini Terrani (Marchesa Melibea), Lella Cuberli (Contessa di Folleville), Katia Ricciarelli (Madama Cortese), Eduardo Giménez (Cavaliere Belfiore), Francisco Araiza (Conte di Libenskof), Samuel Ramey (Lord Sidney), Ruggero Raimondi (Don Profondo), Enzo Dara (Barone di Trombonok), Leo Nucci (Don Alvaro), Giorgio Surjan (Don Prudenzio), Oslavio di Credico (Don Luigino), Antonella Bandelli (Delia), Raquel Pierotti (Maddalena), Bernadette Manca di Nissa (Modestina), Ernesto Gavazzi (Zefirino), Luigi de Corato (Antonio), William Matteuzzi (Gelsomino). DGG CD: 415 498-2 (2 CD), DGG LP: 415 498-1.[13]:15643
- 20. Januar 1988 (live aus Wien, Secco-Rezitative leicht gekürzt, Zugabe: Nr. 7; weitere Aufnahme vom 29. Januar 1988): Claudio Abbado (Dirigent), Orchester und Chor der Wiener Staatsoper. Cecilia Gasdia (Corinna), Lucia Valentini Terrani (Marchesa Melibea), Lella Cuberli (Contessa di Folleville), Montserrat Caballé (Madama Cortese), Frank Lopardo (Cavaliere Belfiore), Chris Merritt (Conte di Libenskof), Ferruccio Furlanetto (Lord Sidney), Ruggero Raimondi (Don Profondo), Enzo Dara (Barone di Trombonok), Carlos Chausson (Don Alvaro), Giorgio Surjan (Don Prudenzio), Petros Evangelides (Don Luigino), Noriko Sasaki (Delia), Raquel Pierotti (Maddalena), Gabriele Sima (Modestina), Peter Jelosits (Zefirino), Claudio Otelli (Antonio), Ramón Vargas (Gelsomino).[13]:15645[13]:15647
- Oktober 1992 (live, konzertant aus der Berliner Philharmonie, Secco-Rezitative leicht gekürzt, Opernwelt-CD-Tipp: „künstlerisch wertvoll“[7]): Claudio Abbado (Dirigent), Berliner Philharmoniker, Rundfunkchor Berlin. Sylvia McNair (Corinna), Lucia Valentini Terrani (Marchesa Melibea), Luciana Serra (Contessa di Folleville), Cheryl Studer (Madama Cortese), Raul Giménez (Cavaliere Belfiore), William Matteuzzi (Conte di Libenskof), Samuel Ramey (Lord Sidney), Ruggero Raimondi (Don Profondo), Enzo Dara (Barone di Trombonok), Lucio Gallo (Don Alvaro), Giorgio Surjan (Don Prudenzio), Guglielmo Mattei (Don Luigino), Barbara Frittoli (Delia und Modestina), Nicoletta Curiel (Maddalena), Bojidar Nikolov (Zefirino und Gelsomino), Claudio Otelli (Antonio). Sony Classical S2K 53 336.[13]:15648
- 13. Juli 1992 (live aus London): Carlo Rizzi (Dirigent), Orchester und Chor der Covent Garden Opera. Montserrat Caballé (Madama Cortese).[13]:15650
- 28. Juli 1996 (live vom Wolf Trap Festival): Stephen Lord (Dirigent), Orchester der Wolf Trap Opera. Rebecca Langhurst (Corinna), Stephanie Blythe (Marchesa Melibea), Lynette Tapia (Contessa di Folleville), Karen Henrickson (Madama Cortese), David Leigh Miller (Cavaliere Belfiore), John J. Osborne (Conte di Libenskof), Randall Jakobsch (Lord Sidney), Steven Condy (Don Profondo), James Cresswell (Barone di Trombonok), Edward Scott Hendricks (Don Alvaro), Scott Altman (Don Prudenzio), Leah Creek (Maddalena), Jennifer Aylmer (Modestina), Gregory Turay (Zefirino), Michael Kavalhuna (Antonio). Lyric Distribution Incorporated 4090 (CC).[14]
- 20. August 1999 (Video, live vom Rossini Opera Festival Pesaro): Daniele Gatti (Dirigent), Orchester und Chor des Teatro Comunale di Bologna. Elisabeth Norberg-Schulz (Corinna), Enkelejda Shkosa (Marchesa Melibea), Eva Mei (Contessa di Folleville), Valeria Esposito (Madama Cortese), Antonio Siragusa (Cavaliere Belfiore), Juan Diego Flórez (Conte di Libenskof), Michele Pertusi (Lord Sidney), Nicola Ulivieri (Don Profondo), Bruno Praticò (Barone di Trombonok), Roberto Frontali (Don Alvaro), Roberto de Candia (Don Prudenzio), Massimo Giordano (Don Luigino), Donata d’Annunzio Lombardi (Delia), Marina Comparato (Maddalena), Roberta de Nicola (Modestina), Gregory Bonfatti (Zefirino und Gelsomino), Mauro Utzeri (Antonio). Charles Handelman-Live Opera.[13]:15651
- 21. Januar 2001 (live aus Bologna): Daniele Gatti (Dirigent), Orchester und Chor des Teatro Comunale di Bologna. Raffaela Angeletti (Corinna), Francesca Provvisionato (Marchesa Melibea), Désirée Rancatore (Contessa di Folleville), Anna Caterina Antonacci (Madama Cortese), Antonio Siragusa (Cavaliere Belfiore), Juan Diego Flórez (Conte di Libenskof), Lorenzo Regazzo (Lord Sidney), Robert Gierlach (Don Profondo), Bruno Praticò (Barone di Trombonok), Pietro Spagnoli (Don Alvaro), Carlo Lepore (Don Prudenzio), Oslavio di Credico (Don Luigino), Donata d’Annunzio Lombardi (Delia), Damiana Pinti (Maddalena), Christina Pastorello (Modestina), Vittorio Grigolo (Zefirino und Gelsomino), Luca Salsi (Antonio).[13]:15652
- 28. Januar 2001 sowie 4. Februar 2001 (live aus Bologna): Besetzung wie bei der Aufnahme von 21. Januar 2001, aber mit Elisabeth Norberg-Schulz als Corinna.[13]:15653[13]:15654
- 29. Januar 2003 (Video, live aus Helsinki, Text bearbeitet von Dario Fo, Musik angepasst von Philipp Gosset): Maurizio Barbacini (Dirigent), Dario Fo (Inszenierung), Orchester und Chor der Finnischen Nationaloper. Anna-Kristina Kaappola (Corinna), Lilli Paasikivi (Marchesa Melibea), Corinna Mologni (Contessa di Folleville), Helena Jungtunen (Madama Cortese), Gert Henning-Jensen (Cavaliere Belfiore), Mario Zeffiri (Conte di Libenskof), Hannu Forsberg (Lord Sidney), Damon Nestor Ploumis (Don Profondo), Juna Kotilainen (Barone di Trombonok), Petteri Salomaa (Don Alvaro), Jaako Hietikko (Don Prudenzio), Niall Chorell (Don Luigino), Tiina Vanevaara (Delia), Minna Kesalainen (Maddalena), Hannele Aulasvuo (Modestina), Juha Moisio (Zefirino), Marko Puustinen (Antonio), Jussi Miilunpalo (Gelsomino).[13]:15655
- März 2003 (Video, live aus Barcelona): Jesús López Cobos (Dirigent), Sergi Belbel (Inszenierung), Sinfonieorchester und Chor des Gran Teatre del Liceu. Elena de la Merced (Corinna), Paula Rasmussen (Marchesa Melibea), Mariola Cantarero (Contessa di Folleville), María Bayo (Madama Cortese), José Bros (Cavaliere Belfiore), Kenneth Tarver (Conte di Libenskof), Simón Orfila (Lord Sidney), Nicola Ulivieri (Don Profondo), Enzo Dara (Barone di Trombonok), Angel Odena (Don Alvaro), Stephen Morscheck (Don Prudenzio), José Ruiz (Don Luigino), Claudia Schneider (Delia), Mireia Pintó (Maddalena), Mercè Obiol (Modestina), David Alegret (Zefirino), Àlex Sanmarti (Antonio), Jordi Casanova (Gelsomino). Teldec DV-OPVAR (1 DVD).[13]:15657
- 15. April 2004 (live aus Madrid): Alberto Zedda (Dirigent), Titularorchester und Chor des Teatro Real. Laura Giordano (Corinna), Lola Casariego (Marchesa Melibea), Mariola Cantarero (Contessa di Folleville), María Rodriguez (Madama Cortese), José Manuel Zapata (Conte di Libenskof), Simon Orfila (Don Profondo), Enric Martínez Castagnani (Barone di Trombonok). Premiere Opera Ltd. 1375-2.[13]:15659
- 23. November 2005 (live aus Monte Carlo): Maurizio Benini (Dirigent), Orchestre Philharmonique de Monte Carlo, Chöre der Opéra de Monte Carlo. Inva Mula (Corinna), Sara Mingardo (Marchesa Melibea), Patrizia Ciofi (Contessa di Folleville), June Anderson (Madama Cortese), Raul Giménez (Cavaliere Belfiore), Rockwell Blake (Conte di Libenskof), Marco Vinco (Lord Sidney), Ruggero Raimondi (Don Profondo), Filippo Morace (Barone di Trombonok), Manuel Lanza (Don Alvaro), Balint Szabó (Don Prudenzio), Martial Defontaine (Don Luigino), Delphine Gillot (Delia), Oana Andra (Maddalena), Cornelia Oncioiu (Modestina), David Alegret (Zefirino), Enrico Marabelli (Antonio).[13]:15660
- Dezember 2005 (Video, live aus Paris): Waleri Gergijew (Dirigent), Alain Maratrat (Inszenierung), Orchester und Academy of Young Singers des Mariinski-Theater. Irma Guigolachvili (Corinna), Anna Kiknadze (Marchesa Melibea), Larissa Youdina (Contessa di Folleville), Anastasia Belyaeva (Madama Cortese), Dimitri Voropaev (Cavaliere Belfiore), Daniil Shtoda (Conte di Libenskof), Edouard Tsanga (Lord Sidney), Nicolai Kamenski (Don Profondo), Vladislav Ouspenski (Barone di Trombonok), Alexei Safiouline (Don Alvaro), Alexei Tanovitski (Don Prudenzio), Andrej Iljuschnikov (Don Luigino), Elena Sommer (Maddalena), Olga Kitchenko (Modestina), Pavel Schmulevich (Antonio). Opus Arte OA 0967D (1 DVD).[13]:15661
- 2005 (live aus der New York City Opera): George Manahan (Dirigent). Maria Kanyova (Corinna), Allyson McHardy (Marchesa Melibea), Heather Buck (Contessa di Folleville), Cheryl Evans (Madama Cortese), Andrew Drost (Cavaliere Belfiore), Javier Abreu (Conte di Libenskof), Daniel Mobbs (Lord Sidney), Gustav Andreassen (Don Profondo), Eduardo Chama (Barone di Trombonok), Marcus DeLoach (Don Alvaro), Marco Nistico (Don Prudenzio), David Gordon (Don Luigino), Leah Wool (Delia), Jennifer Tiller (Maddalena), Alison Tupay (Modestina), Daniel Paget (Zefirino), Scott Hogsed (Antonio), Matt Morgan (Gelsomino). Celestial Audio CA 801 (2 CD).[15]
- April 2009 (live aus dem Teatro alla Scala Mailand): Ottavio Dantone (Dirigent), Orchester und Chor des Teatro alla Scala. Patrizia Ciofi (Corinna), Daniela Barcellona (Marchesa Melibea), Annick Massis (Contessa di Folleville), Carmela Remigio (Madama Cortese), Juan Francisco Gatell (Cavaliere Belfiore), Dmitry Korchak (Conte di Libenskof), Alastair Miles (Lord Sidney), Nicola Ulivieri (Don Profondo), Bruno Praticò (Barone di Trombonok), Fabio Maria Capitanucci (Don Alvaro), Alessandro Guerzoni (Don Prudenzio), Enrico Iviglia (Don Luigino), Aurora Tirotta (Delia), Paola Gardina (Maddalena), Annamaria Popescu (Modestina), Patrizio Saudelli (Zefirino), Filippo Polinelli (Antonio), Fabrizio Mercurio (Gelsomino). Premiere Opera Ltd. CDNO 3789-3 (3 CD).[16]
- 21. September 2009 (live, halbszenisch aus der Accademia Nazionale di Santa Cecilia): Kent Nagano (Dirigent). Rosa Feola (Corinna), Daniela Barcellona (Marchesa Melibea), Elena Gorshunova (Contessa di Folleville), Ellie Dehn (Madama Cortese), Yijie Shi (Cavaliere Belfiore), Dmitry Korchak (Conte di Libenskof), Mirco Palazzi (Lord Sidney), Nicola Ulivieri (Don Profondo), Paolo Bordogna (Barone di Trombonok), Borja Quiza (Don Alvaro), Pedro Quiralte (Don Prudenzio), Murat Karahan (Don Luigino), Carmen Romeu (Delia), Anna Goryachova (Maddalena), Adriano di Paola (Modestina), Simone Alberti (Antonio). premiereopera.net (2 CD).[17]
- Juli 2014 (live vom Festival Rossini in Wildbad, vollständig): Antonino Fogliani (Dirigent), Virtuosi Brunensis, Camerata Bach Choir Poznań. Laura Giordano (Corinna), Marianna Pizzolato (Marchesa Melibea), Sofia Mchedlishvili (Contessa di Folleville), Alessandra Marianelli (Madama Cortese), Bogdan Mihai (Cavaliere Belfiore), Maxim Mironow (Conte di Libenskof), Mirco Palazzi (Lord Sidney), Bruno De Simone (Don Profondo), Bruno Praticò (Barone di Trombonok), Gezim Myshketa (Don Alvaro), Baurzhan Anderzhanov (Don Prudenzio), Carlos Cardoso (Don Luigino), Guiomar Cantó (Delia), Olesya Chuprinova (Maddalena), Annalisa D’Agosto (Modestina), Artavazd Sargsyan (Zefirino), Lucas Somoza Osterc (Antonio), Yasushi Watanabe (Gelsomino). Naxos 8.660382-84 (3 CD).[18]